# La Jornada
La Jornada is een krant, die in Mexico op tabloidformaat wordt uitgegeven. La Jornada staat als kwaliteitskrant bekend.
La Jornada werd opgericht in 1984 als opvolger van Unomásuno, destijds een van de weinige onafhankelijke bladen. Destijds was het de enige grote krant die niet als spreekbuis van de regerende Institutioneel Revolutionaire Partij PRI functioneerde. Sinds 1995 is er ook een digitale editie. De krant staat bekend als links. Zo steunt La Jornada het Zapatistisch Nationaal Bevrijdingsleger EZLN en wordt ze met de Partij van de Democratische Revolutie PRD en de Nationale Autonome Universiteit van Mexico UNAM geassocieerd.
De huidige directrice is Carmen Lira Saade. Bekende columnisten en medewerkers zijn Hermann Bellinghausen, Elena Poniatowska, Pablo González Casanova, Noam Chomsky, José Saramago, Adolfo Gilly, Immanuel Wallerstein en El Fisgón.